# خوزه ماریا مارتینز (بازیکن فوتبال)
خوزه ماریا مارتینز (انگلیسی: José María Martínez; ۳ ژوئیهٔ ۱۹۴۷ – ۲۲ آوریل ۲۰۱۲) بازیکن فوتبال اهل آرژانتین بود.
از باشگاه‌هایی که در آن بازی کرده‌است می‌توان به باشگاه ورزشی سن لورنسو آلماگرو، باشگاه فوتبال جیمناسیا لاپلاتا، باشگاه فوتبال لانوس، و باشگاه ورزشی دیپورتیوو کالی اشاره کرد.